# Filmografia de Sofía Vergara
Esta é a lista completa de filmes e séries da atriz Colombiana Sofía Vergara.

## Filmes
| Ano  | Titulo                          | Papel             | Notas        |
| ---- | ------------------------------- | ----------------- | ------------ |
| 2002 | Big Trouble                     | Nina              |              |
| 2003 | Chasing Papi                    | Cici              |              |
| 2004 | The 24th Day                    | Isabella          |              |
| 2004 | Soul Plane                      | Blanca            |              |
| 2005 | Lords of Dogtown                | Amelia            |              |
| 2005 | Four Brothers                   | Sofi              |              |
| 2006 | Grilled                         | Loridonna         |              |
| 2006 | National Lampoon's Pledge This! | Ela mesma         |              |
| 2008 | Meet the Browns                 | Cheryl            |              |
| 2009 | Madea Goes to Jail              | T.T.              |              |
| 2011 | The Smurfs                      | Odile Anjelou     |              |
| 2011 | New Year's Eve                  | Ava               |              |
| 2011 | Happy Feet Two                  | Carmen            | Voz          |
| 2012 | The Three Stooges               | Lydia Harter      |              |
| 2013 | Escape from Planet Earth        | Gabby Babblebrook | Voz          |
| 2013 | Machete Kills                   | Madame Desdemona  |              |
| 2013 | Fading Gigolo                   | Selima            |              |
| 2014 | Chef                            | Inez              |              |
| 2015 | Wild Card                       | D. D.             |              |
| 2015 | Hot Pursuit                     |                   | Pós-Produção |

## Televisão
| Ano          | Titulo                                    | Papel                    | Notas |
| ------------ | ----------------------------------------- | ------------------------ | --- |
| 1995         | Acapulco, cuerpo y alma                   | Irasema                  | |
| 1995–1998    | Fuera de serie                            | Ela mesma                | |
| 1999         | A que no te atreves[carece de fontes?]    | Ela mesma                | |
| 1999         | Baywatch[carece de fontes?]               | Ela mesma                | 1 Episódio |
| 2002         | My Wife and Kids                          | Selma                    | 1 Episódio |
| 2004         | Eve                                       | April Perez              | 1 Episódio |
| 2004         | Rodney                                    | Carmen                   | 1 Episódio "Dream Lover" |
| 2005         | Hot Properties                            | Lola Hernandez           | 13 Episódios |
| 2005         | Punk'd[carece de fontes?]                 | Ela mesma                | 1 Episódio |
| 2007         | Entourage                                 | Village                  | 1 Episódio "Welcome to the Jungle" |
| 2007         | Amas de Casa Desesperadas                 | Alicia Oviedo            | 23 Episódios |
| 2007         | The Knights of Prosperity                 | Esperanza Villalobos     | 13 Episódios |
| 2007         | Dirty Sexy Money                          | Sofía Montoya            | 4 Episódios |
| 2008         | Fuego en la sangre                        | Leonora                  | 10 Episódios |
| 2008         | Men in Trees                              | Pilar Romero             | 2 Episódios |
| 2009         | Dancing with the Stars[carece de fontes?] | Ela mesma                | |
| 2009–present | Modern Family                             | Gloria Delgado-Pritchett | 120 Episódios Prêmios SAG Awards de Melhor Elenco em Série de Comédia(2010-2011-2012-2013) Indicações SAG Awards de Performance de um Actriz numa Série de Comédia(2010) Primetime Emmy Award de Performance de um Actriz numa Série de Comédia(2010-2011-2012-2013) Golden Globe Awards Melhor Atriz Coadjuvante - Série, Minissérie ou Filme de Televisão ( 2014-2013-2012-2010) Satellite Awards Melhor Atriz Coadjuvante - Série, Minissérie ou Filme de Televisão (2011) |
| 2011         | Plaza Sésamo[carece de fontes?]           | Ela mesma                | |
| 2012         | Saturday Night Live                       | Apresentadora            | 37 Episódios |
| 2013         | The Cleveland Show                        | Señora Chalupa           | 1 Episódio "The Essence of Cleveland" |
| 2013         | Family Guy                                | Mulher Espanhola         | 1 Episódio "The Giggity Wife" |